# Eucalyptus rubida
Eucalyptus rubida és una espècie d'arbre de talla mitjana de la família de les mirtàcies. Creix al sud-est d'Austràlia, a través del bosc obert de la Gran Serralada Divisòria, essent concretament nativa de Nova Gal·les del Sud, Tasmània i Victòria. Les espècies acompanyants d'E. rubida solen ser Eucalyptus pauciflora, Eucalyptus melliodora i Eucalyptus bridgesiana.

## Descripció

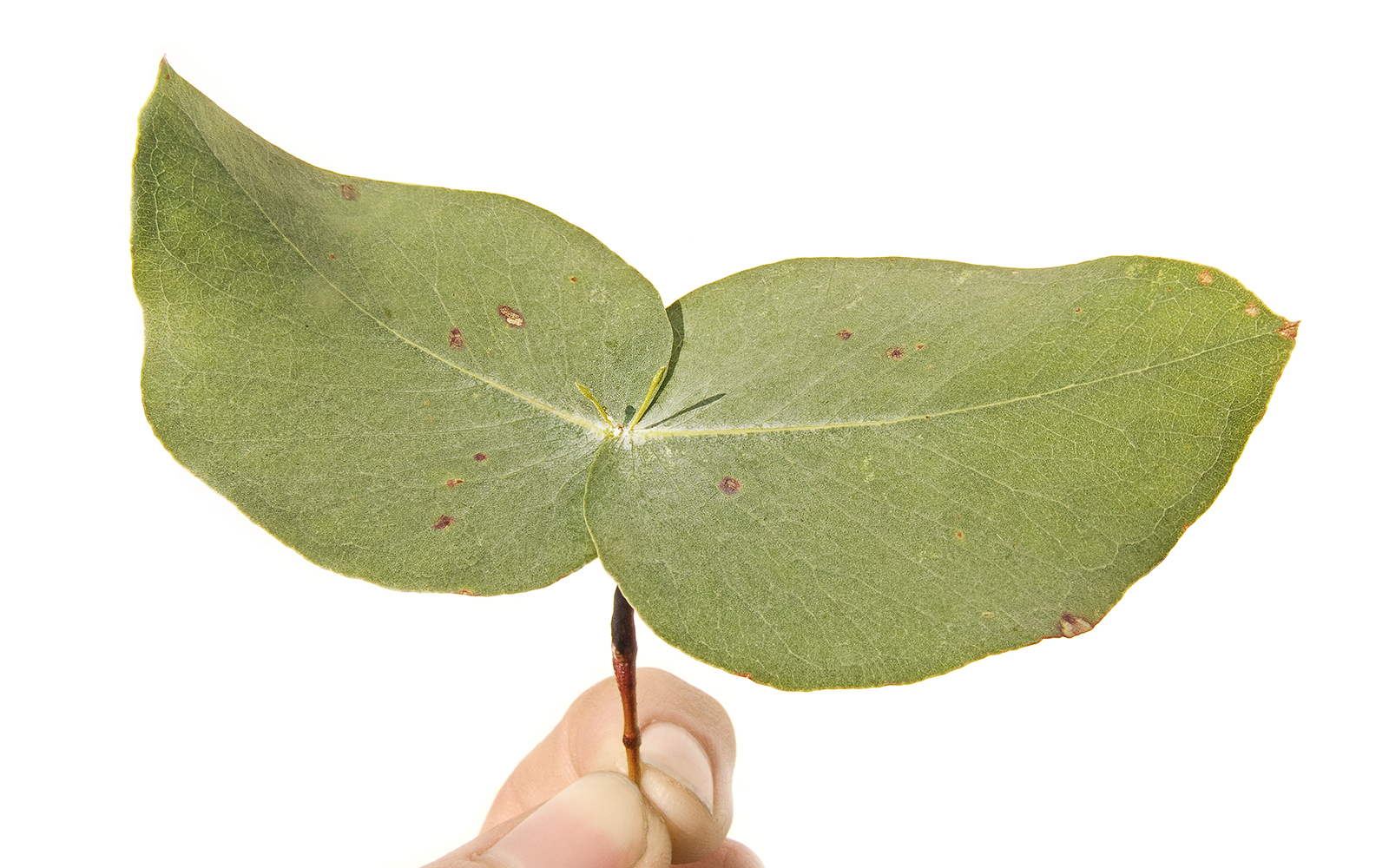
Fulla juvenil

Arbre de fins a 40 m. La seva escorça és llisa i suau, de blanca a vermella o vermell-marró, amb branques il·luminades amb freqüència tornant-se ataronjades o vermelloses a l'estiu. El tronc de l'arbre té freqüentment una base desmanegada on les velles capes de l'escorça no s'han desprès, donant l'aparença del cap d'una espelma. L'escorça de l'arbre és sovint tallada amb marques horitzontals fetes per un escarabat excavador.
Les fulles juvenils són oposades, sèssils, orbiculars, amplexicaules i glauques. Les fulles adultes són alternes, de lanceolades a estretament lanceolades, acuminades, glauques o verd mat, de 10-15 cm de llarg per 0,7-1,5 cm d'ample; pecíol cilíndric, de 13-25 mm de llarg. Umbel·les de 3 flors; peduncle lleugerament angular o pla, de 3-8 mm de llarg; pedicels absents o de fins a 3 mm. Rovells ovoides, sovint glaucs; opercle cònic, de 2-4 mm de llarg per 2-3 mm d'ample; hipant hemisfèric, de 2-4 mm de llarg per 2-3 mm d'ample. Fruits hemisfèrics o subglobulars, sovint glaucs, de 5-7 mm de llarg per 5-7 mm d'ample; disc a nivell, ascendent; valves 3 o 4, exsertes.

## Taxonomia
Eucalyptus rubida va ser descrita per H.Deane i Maiden i publicada al Proceedings of the Linnean Society of New South Wales 24: 456–458, pl xl (40), l'any 1899.

### Etimologia
- Eucalyptus: prové del grec kaliptos, "cobert", i el prefix eu-, "bé", en referència a l'estructura llenyosa que cobreix i dona protecció a les seves flors.[3]
- rubida: epítet específic.

### Sinonímia
- Eucalyptus gunnii var. rubida (H.Deane & Maiden) Maiden
- Eucalyptus rubida subsp. rubida
- Eucalyptus viminalis var. microcarpa Miq.[4]